# Prodrive

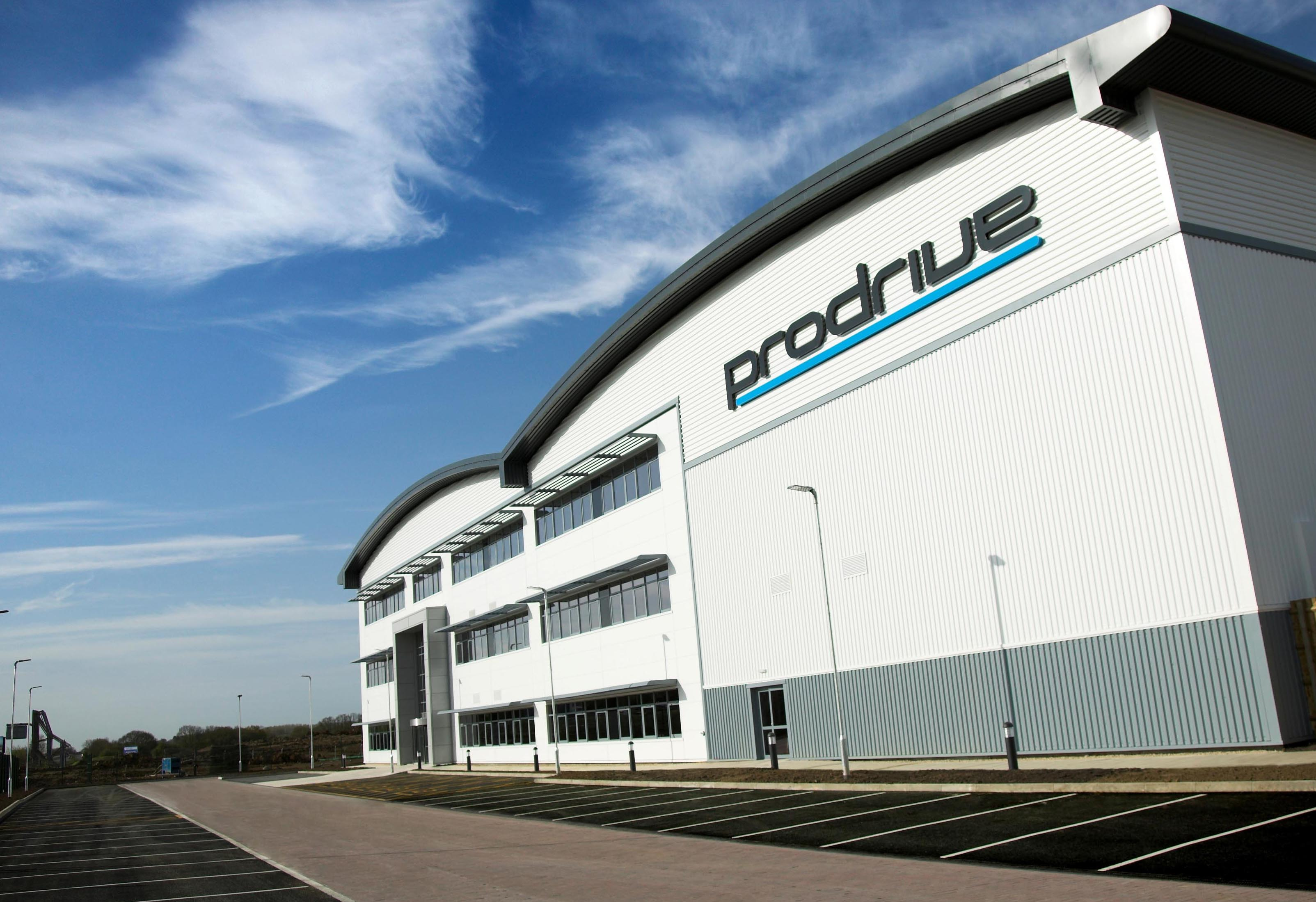
Prodrives huvudkontor i Banbury.

Prodrive är ett brittiskt racingstall från Banbury som sedan 2004 driver Aston Martins officiella team, Aston Martin Racing. 

## Historik
Prodrive grundades 1984 av David Richards och Ian Parry. 
Stallet har bland annat vunnit sex VM-titlar i rally med Subaru, fem titlar i BTCC med Alfa-Romeo, Honda och Ford samt vinster i GT-klassen i Le Mans 24-timmars med Ferrari och sedermera Aston Martin.
Teamet var också delaktiga som Fords officiella fabriksstall i Supercars i Australien mellan 2003 och 2013.
Prodrive drev under 80-talet både Porsches rallysatsning och bilar åt BMW i rally och tack vare det valdes de också ut som stallet att använda när BMW ville satsa på rally för Mini. Prodrive utvecklade bilen och drev rallystallet Mini World Rally Team från uppstarten 2011 till upplösningen 2013.Prodrive drev F1-stallet British American Racing (Honda) i fem år från 2002 till 2006 och hade under flera år planer på att själva tävla i formel 1 men har hittills inte gjort detta. Den 29 maj 2009 ansökte Prodrive om deltagande i Formel 1-säsongen 2010, men lyckades inte komma in.
Vid sidan av detta arbetar de också med att utveckla och driva rallybilar åt Volkswagen till kinesiska rallymästerskapet, och har satt rekord på TT-banan Isle of Man åt Subaru, med specialbyggda Subarubilar. Dessa rekord har satts av Mark Higgins. De har också utvecklat och driver sedan 2018 två Renault Megane-bilar i rallycross-VM åt Guerlain Chicherit.
Teamet har också en framgångsrik avdelning, Prodrive Advanced Technology, som står för halva omsättningen och arbetar med många av bilindustrins största fabrikanter.

## Galleri

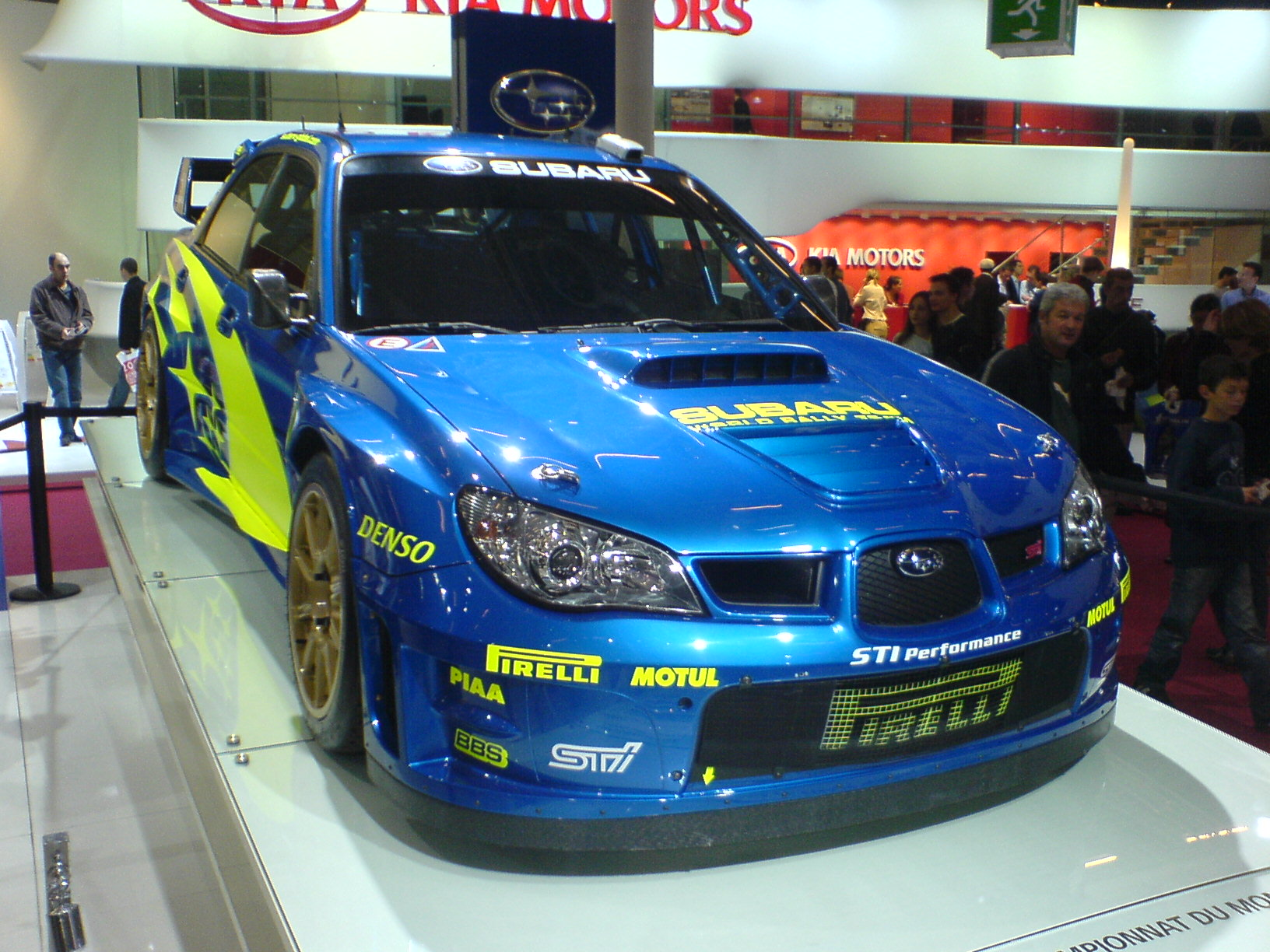
Subaru World Rally Team, 2006 års bil.
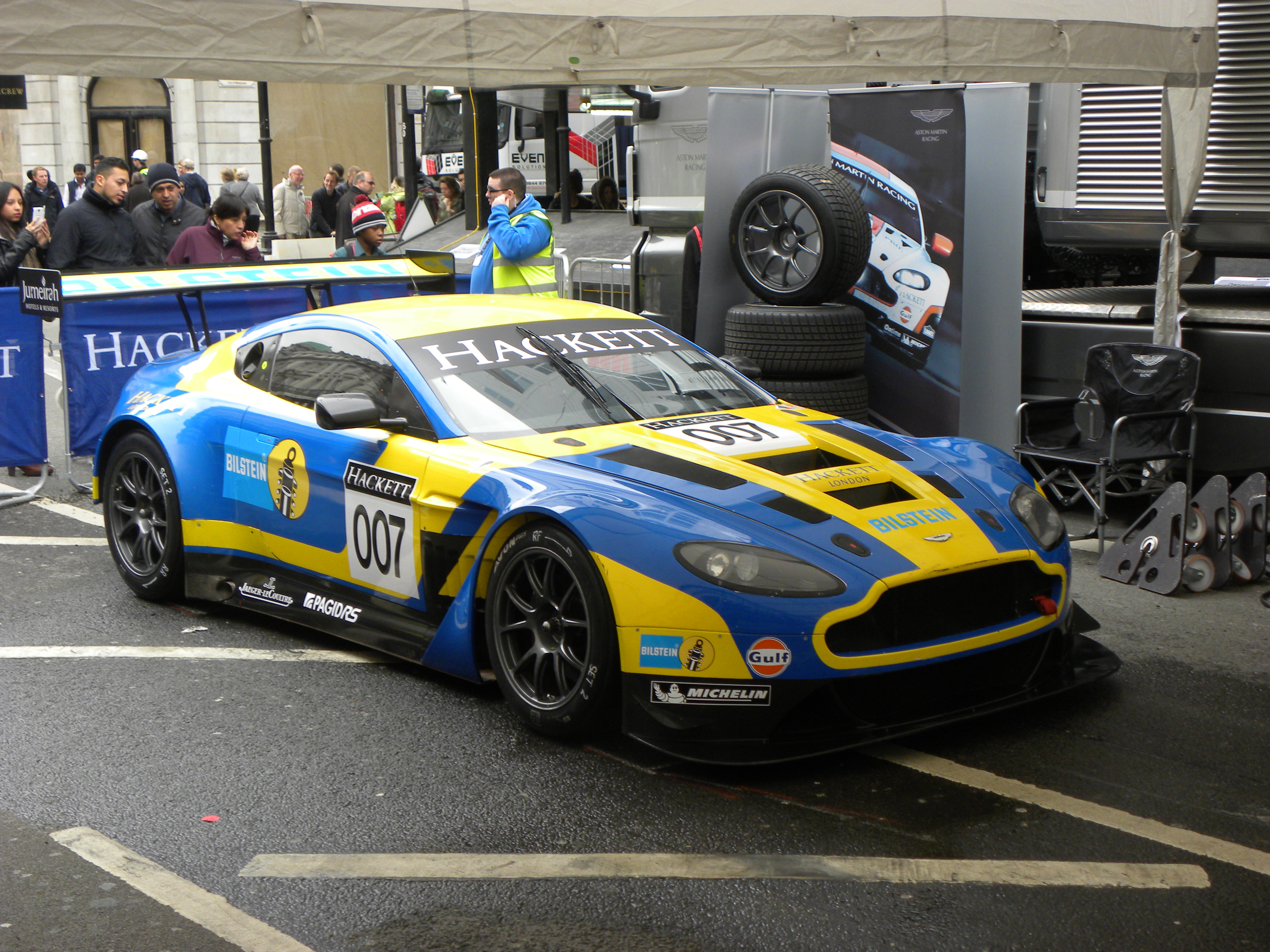
Förra generationen (innan 2018) Aston Martin GTE med tävlingsnummer 007, en referens till James Bond.
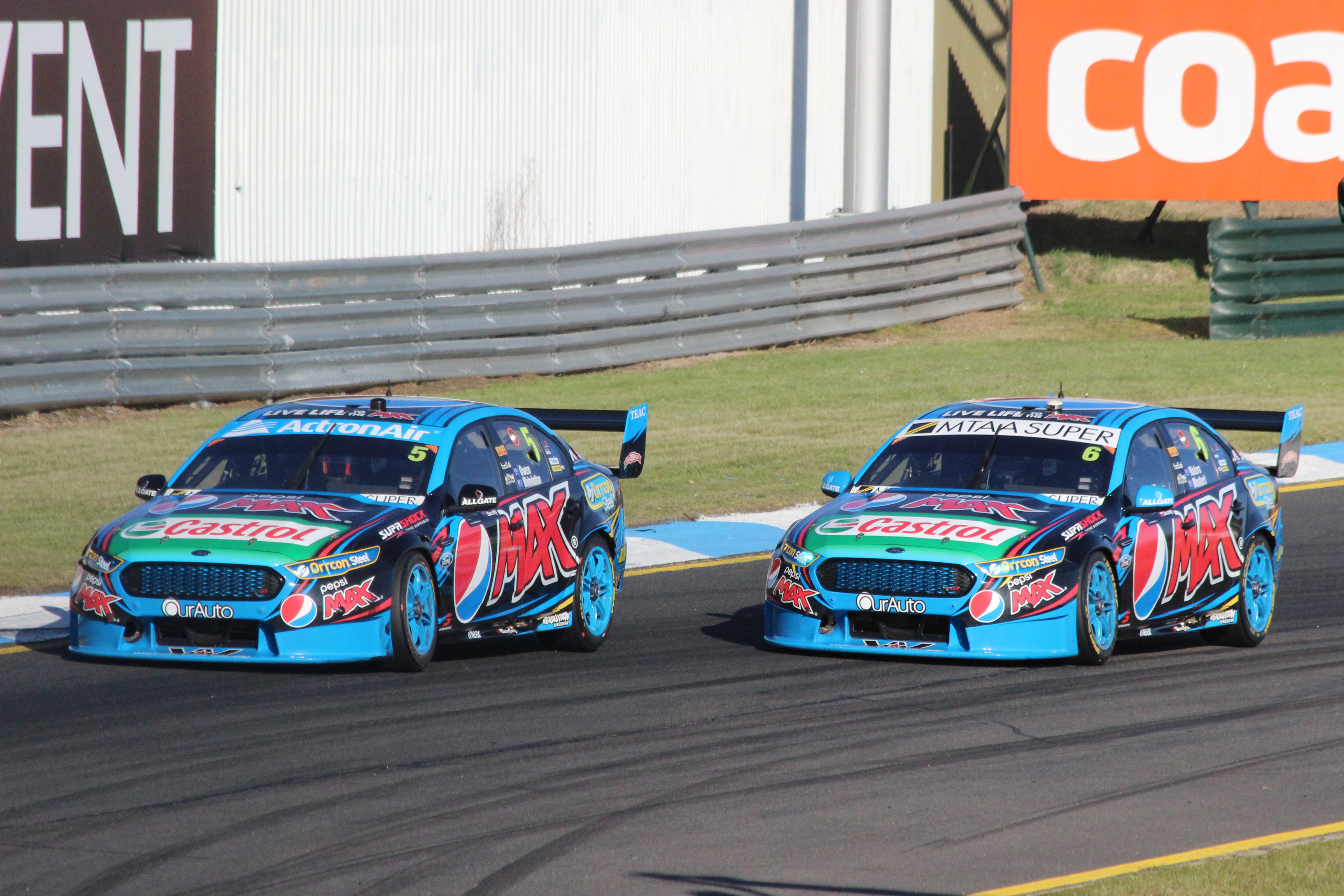
Prodrives officiella Fordteam i V8 Supercars 2015.
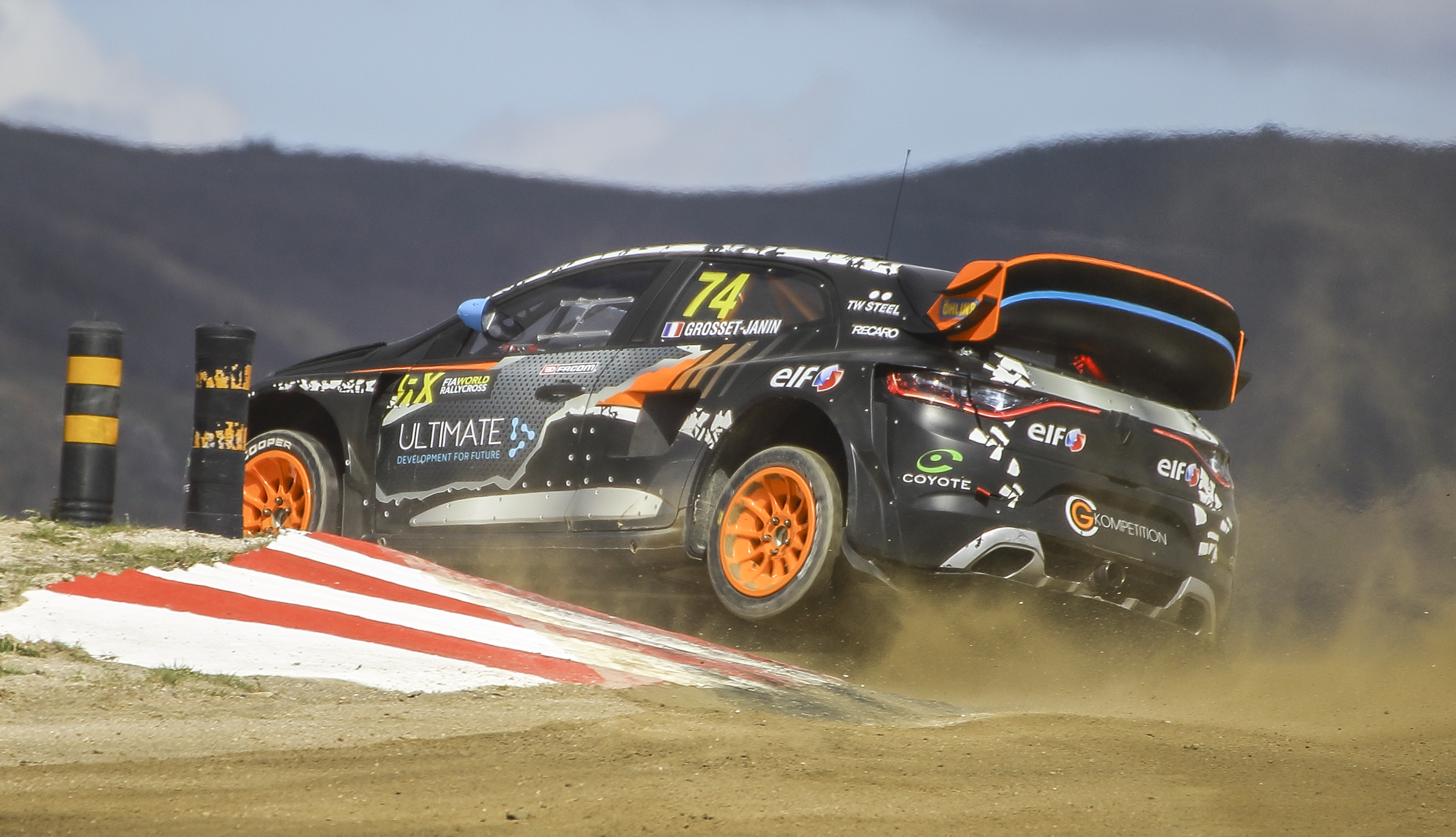
Renault Megane utvecklad och driftad av Prodrive under VM i rallycross i Montalegre, Portugal, 2018.